# Sonotrella lobata
Sonotrella lobata är en insektsart som först beskrevs av Lucien Chopard 1969.  Sonotrella lobata ingår i släktet Sonotrella och familjen syrsor. Inga underarter finns listade i Catalogue of Life.